# 阿列克谢·戈尔杰耶夫
阿列克谢·瓦西里耶维奇·戈尔杰耶夫（俄语：Алексей Васильевич Гордеев，1955年2月28日—），俄罗斯政治人物。现任俄罗斯联邦副总理。前沃罗涅日州州长，农业部长。
经济学博士（2000年），俄罗斯农业科学院院士（2005年），俄罗斯科学院院士（2013年）。

## 生平
1955年生于東德奥得河畔法兰克福。3岁时回到苏联梁赞州卡西莫夫區的老家。7岁移居马加丹，毕业于马加丹第一中学。1978年毕业于莫斯科国立铁路运输大学。
1978年至1980年在苏联武装力量服役，在哈巴罗夫斯克边疆区的铁路部门任职。参与了贝加尔湖-阿穆尔铁路的建设工程。1980年至1981年，担任莫斯科市莫斯科河区苏-4建筑工地高级主任。1981年至1986年，历任俄罗斯苏维埃联邦社会主义共和国蔬菜果品部物资和技术供应总局主任专员、处长、副局长。1986年被任命为俄罗斯农业和工业委员会物资和技术保障总局包装品生产和分配局副局长，“莫斯科”农工业联合公司副总经理。1992年毕业于苏联部长会议附属国民经济学院。
1992年至1997年，莫斯科柳別爾齊區副区长兼农业局局长。1997年，进入俄罗斯联邦农业和食品部工作。1998年5月，被任命为该部第一副部长。1999年8月，升任部长。2000年5月，兼任副总理。2004年3月，不再担任副总理。2009年2月，被总统梅德韦杰夫提名为沃罗涅日州州长。
2009年3月，当选沃罗涅日州州长，不再担任农业部长。2014年获得连任。2017年12月，转任俄罗斯联邦总统驻中央聯邦管區全权代表。2018年1月1日至5月28日，俄罗斯联邦安全会议成员。5月18日至今，在梅德韦杰夫政府出任副总理，主管农业。

## 政策
农业部长任期内，大力推动农业生产。参与拟定的《联邦农业发展法》于2006年底获得通过。他还在2007年6月在俄罗斯-乌克兰农工综合体问题委员会会议上，首次提出了成立“粮食欧佩克”的构想。
沃罗涅日州州长任期内，该地区的生产总值从2009年的3010亿卢布增长到2017年的9500亿卢布。